# Liste der Tettsteder in Agder
Dies ist eine Liste der Tettsteder in Agder. Gelistet werden also alle Tettsteder, die im Fylke (Provinz) Agder liegen. Die Tettsteder werden jährlich vom norwegischen Statistikamt Statistisk sentralbyrå (SSB) nach gewissen Kriterien bestimmt. Ein Tettsted hat mindestens 200 Einwohner und der Abstand zwischen den einzelnen Häusern soll im Normalfall nicht 50 Meter überschreiten. Der Abstand kann größer sein, wenn etwa die natürlichen Gegebenheiten in einem Gebiet keine Bebauung zulassen oder flächenintensive Anlagen wie Schulen oder Industriegebäude vorliegen. In einer Kommune können mehrere Tettsteder liegen. Zugleich können sich einzelne Tettsteder über mehrere Kommunen erstrecken.

## Liste
| Nummer | Bild                                                                                      | Name               | Einwohner (1. Januar 2024) | Fläche in km² (1. Januar 2024) | Kommune(n)             |
| ------ | ----------------------------------------------------------------------------------------- | ------------------ | -------------------------- | ------------------------------ | ---------------------- |
| 3501   | Foto einer an der Küste gelegenen Siedlung mit vielen weißen Gebäuden und Booten im Hafen | Risør              | 4622                       | 3,06 km²                       | Risør                  |
| 3511   | Foto von einer am Meer gelegenen Stadt mit einer Kirche im Zentrum                        | Arendal            | 45.332                     | 31,89 km²                      | Arendal, Grimstad      |
| 3512   |                                                                                           | Longum             | 262                        | 0,19 km²                       | Arendal                |
| 3523   | Foto von Booten in einem Hafen, auf dem Land einige Gebäude                               | Grimstad           | 14.734                     | 10,75 km²                      | Grimstad               |
| 3524   |                                                                                           | Jortveit           | 695                        | 0,64 km²                       | Grimstad               |
| 3531   | Foto von direkt am Wasser gelegenen Gebäuden und einigen Booten                           | Tvedestrand        | 2872                       | 2,37 km²                       | Tvedestrand            |
| 3532   |                                                                                           | Nesgrenda          | 272                        | 0,29 km²                       | Tvedestrand            |
| 3541   |                                                                                           | Kilsund            | 662                        | 1,02 km²                       | Arendal                |
| 3551   | Foto einer an Bahngleisen gelegenen Haltestelle                                           | Blakstad           | 3394                       | 2,76 km²                       | Froland                |
| 3561   | Foto einer alten Industriefabrik                                                          | Rykene             | 803                        | 0,8 km²                        | Arendal, Grimstad      |
| 3571   | Foto von Booten und direkt an der Küste gelegenen Häusern                                 | Lillesand          | 8394                       | 5,22 km²                       | Lillesand              |
| 3572   | Foto von zwei Wohnhäusern                                                                 | Høvåg              | 343                        | 0,32 km²                       | Lillesand              |
| 3581   | Foto von einer Siedlung im Schnee                                                         | Birkeland          | 3050                       | 2,08 km²                       | Birkenes               |
| 3591   | Foto einer innerorts verlaufenden Straße mit mehreren Zebrastreifen                       | Åmli               | 704                        | 0,84 km²                       | Åmli                   |
| 3603   | Foto einer weiß gestrichenen Holzkirche                                                   | Evje               | 2826                       | 3,72 km²                       | Evje og Hornnes        |
| 3612   | Foto eines in rot gehaltenen, ehemaligen Bahnhofsgebäudes                                 | Byglandsfjord      | 358                        | 0,47 km²                       | Bygland                |
| 3613   | Foto eines an einem Gewässer gelegenen Dorfes                                             | Bygland            | 245                        | 0,45 km²                       | Bygland                |
| 3641   | Foto einer in verschneiter bergiger Umgebung gelegenen Ortschaft                          | Hovden             | 443                        | 0,64 km²                       | Bykle                  |
| 3642   |                                                                                           | Bykle              | 234                        | 0,46 km²                       | Bykle                  |
| 3651   | Foto einer an einem Seeufer gelegenen Ortschaft                                           | Gjerstad           | 293                        | 0,4 km²                        | Gjerstad               |
| 3652   |                                                                                           | Eikeland           | 683                        | 0,92 km²                       | Gjerstad               |
| 3661   | Foto eines gelblich gestrichenen hölzernen Bahnhofgebäudes                                | Myra               | 956                        | 1,14 km²                       | Vegårshei              |
| 4001   | Foto einer an der Küste gelegenen Ortschaft                                               | Skålevik           | 3707                       | 2,17 km²                       | Kristiansand           |
| 4002   | Foto einer an der Küste gelegenen Stadt in der Dämmerung                                  | Kristiansand       | 67.372                     | 24,49 km²                      | Kristiansand           |
| 4007   | Foto einer weißen Steinkirche                                                             | Tveit              | 1605                       | 1,07 km²                       | Kristiansand           |
| 4009   |                                                                                           | Korsvik            | 19.589                     | 8,2 km²                        | Kristiansand           |
| 4011   | Foto einer an der Küste gelegenen Ortschaft mit vielen weißen Gebäuden                    | Mandal             | 11.477                     | 6,82 km²                       | Lindesnes              |
| 4012   |                                                                                           | Krossen            | 617                        | 0,48 km²                       | Lindesnes              |
| 4013   |                                                                                           | Sånum              | 669                        | 0,47 km²                       | Lindesnes              |
| 4015   |                                                                                           | Farestad           | 222                        | 0,2 km²                        | Lindesnes              |
| 4021   | Foto von an der Küste gelegenen Gebäuden                                                  | Farsund            | 3500                       | 3,19 km²                       | Farsund                |
| 4022   | Foto einer weißen Kirche                                                                  | Vanse              | 2057                       | 1,94 km²                       | Farsund                |
| 4023   | Foto einer weißen Holzkapelle                                                             | Vestbygda          | 1143                       | 0,93 km²                       | Farsund                |
| 4031   | Luftbild einer an der Küste gelegenen, von einem Fluss durchzogenen Siedlung              | Flekkefjord        | 6231                       | 3,6 km²                        | Flekkefjord            |
| 4032   | Foto einer steinernen Brücke                                                              | Sira               | 581                        | 0,65 km²                       | Flekkefjord            |
| 4041   |                                                                                           | Skarpengland       | 580                        | 0,43 km²                       | Vennesla               |
| 4042   | Luftbild einer von einem Fluss durchflossenen Siedlung                                    | Vennesla           | 13.968                     | 7,49 km²                       | Vennesla, Kristiansand |
| 4043   |                                                                                           | Slettebrotane      | 435                        | 0,26 km²                       | Vennesla               |
| 4044   | Foto einer Ortschaft in verschneiter Landschaft mit einer Kirche auf einer Anhöhe         | Hægeland           | 356                        | 0,38 km²                       | Vennesla               |
| 4052   |                                                                                           | Volleberg          | 580                        | 0,3 km²                        | Kristiansand           |
| 4055   |                                                                                           | Nodeland-Brennåsen | 4696                       | 3,63 km²                       | Kristiansand           |
| 4061   | Luftbild einer Ortschaft                                                                  | Søgne              | 11.187                     | 6,56 km²                       | Kristiansand           |
| 4071   |                                                                                           | Øyslebø            | 361                        | 0,4 km²                        | Lindesnes              |
| 4081   | Luftbild einer an einem Gewässer gelegenen Ortschaft                                      | Høllen             | 712                        | 0,81 km²                       | Lindesnes              |
| 4082   | Luftbild einer Ortschaft mit einem Kreisverkehr im Zentrum                                | Vigeland           | 1715                       | 1,17 km²                       | Lindesnes              |
| 4083   | Foto einer an einem Gewässer gelegenen Ortschaft                                          | Svennevik          | 379                        | 0,34 km²                       | Lindesnes              |
| 4091   | Foto eines Rathauses                                                                      | Lyngdal            | 5602                       | 4,03 km²                       | Lyngdal                |
| 4092   |                                                                                           | Skomrak            | 292                        | 0,19 km²                       | Lyngdal                |
| 4093   |                                                                                           | Svenevik           | 323                        | 0,3 km²                        | Lyngdal                |
| 4101   | Foto einer an einem Fluss gelegenen Ortschaft in hügliger Umgebung                        | Feda               | 446                        | 0,53 km²                       | Kvinesdal              |
| 4102   | Foto einer an einem Fluss in bergiger Umgebung gelegenen Ortschaft                        | Liknes             | 2649                       | 2,13 km²                       | Kvinesdal              |
| 4103   |                                                                                           | Øye                | 271                        | 0,85 km²                       | Kvinesdal              |
| 4111   | Foto einer in bergiger Umgebung an einem Gewässer gelegenen Ortschaft                     | Tonstad            | 899                        | 1,28 km²                       | Sirdal                 |
| 4121   |                                                                                           | Skeie              | 237                        | 0,37 km²                       | Hægebostad             |